# Markus Caspers
Markus Caspers (* 28. Januar 1960 in Koblenz) ist ein deutscher Gestalter, Autor und Hochschullehrer. Er ist Professor für das Fachgebiet Gestaltung und Medien an der Fakultät für Informationsmanagement der Hochschule Neu-Ulm und Dozent für Designtheorie an der Folkwang Universität der Künste in Essen.

## Leben
Nach dem Abitur am Görres-Gymnasium Koblenz studierte Caspers Kunsterziehung, Germanistik und Anglistik an der Johannes-Gutenberg-Universität Mainz. Nach dem ersten Staatsexamen begann er jedoch nicht im Schuldienst, sondern als Grafiker in der Werbeagentur GGK in Frankfurt.
Ende 1988 zog er nach Köln und arbeitete in verschiedenen Düsseldorfer Werbeagenturen als Art Director und Texter, ab 1993 auch als Freelancer für Agenturen in Frankfurt, Stuttgart und Hamburg. 1999 gründete er die Agentur Indianapolis Communication in Köln.
Von 1989 bis 1994 unterrichtete Caspers als Lehrbeauftragter an der Johannes-Gutenberg-Universität Mainz Semiotik und Warenästhetik. Seitdem beschäftigt er sich in seinen Veröffentlichungen verstärkt mit semiotischen Fragestellungen und der Produktform als Träger gesellschaftlicher Bedeutungen. 2009 wurde er am Institut für Kunst und Design (IKUD) der Universität Duisburg-Essen zum Dr. phil. promoviert.
Seit 2009 unterrichtet Caspers an der Hochschule Neu-Ulm u. a. Grundlagen der Gestaltung und verschiedene Designdisziplinen. Seit 2017 ist er zudem Dozent an der Folkwang Universität der Künste im Bereich Designtheorie.

## Arbeit: Kunst, Design und Wissenschaft
Bereits während der Studienzeit engagierte sich Caspers als Grafiker und Fotograf im Künstlerkollektiv SELEKTION, zu dem die Gruppen P16.D4 und S.B.O.T.H.I. gehörten. Caspers war in der Copy-Art aktiv, drehte Filme und konzipierte Performances für P16.D4 (1985–1993). Ab 1993 arbeitete er mit verschiedenen Kölner Künstlern zusammen, u. a. Peter Bömmels, Theo Lambertin und Michael Kampert. Mit Ralf Wehowsky aka RLW konzipierte er 1994 das Projekt „Pullover“ mit Texten und Fotos von Caspers als Ausgangsbasis für die musikalische Bearbeitung durch Wehowsky und andere Musiker.
Er veröffentlichte zahlreiche Bücher zu den Themen Design, Popkultur, Style und Semiotik. Standen am Anfang der Veröffentlichungen vor allem Epochen und deren Stilistiken, so konzentrierte sich Caspers’ Arbeit in den letzten Jahren auf spezifische Felder der industrialisierten Gestaltung (Werbung, Automobildesign, Popkultur) und auf die Vermittlung analytischer Methoden.

## Veröffentlichungen (Auswahl)
- Designing Motion. Automotive Designers 1890 to 1990. Basel 2016, Birkhäuser[6]
- 70er. Einmal Zukunft und zurück. Dumont, Köln 1996, ISBN 3-7701-4011-7.
- Set Design beim Grand Prix d‘Eurovision. In: »L‘Allemagne deux Points«. Hrsg.: Fessmann/Topp/Kriegs. Ullstein, Berlin 1998.
- Jugendkultur, Pop und Design. In: »Der Designerpark«, Hrsg. Institut Mathildenhöhe, Darmstadt 2004.
- Deutschland-Jahrzehnt-Reihe (50er-90er) in fünf Bänden, Naumann & Göbel, Köln 2006–2008.
- Leben in Deutschland – früher und heute. Komet, Köln 2009, ISBN 978-3-89836-882-7.
- Bin Baden. Deutsche Politiker im Urlaub. Fackelträger, Köln 2010, ISBN 978-3-7716-4451-2.
- Induzierte Bewegung. Geschichte und Theorie automobiler Formgebung. Anabas Verlag, Wetzlar 2011, ISBN 978-3-87038-395-4.
- Werbung. Ein Schnellkurs. Dumont, Köln 2009, ISBN 978-3-8321-9115-3.
- Pop. Ein Schnellkurs. Dumont, Köln 2011, ISBN 978-3-8321-9320-1.
- Zeichen der Zeit. Eine Einführung in die Semiotik. Köln 2013, ISBN 978-1-4818-1993-0.
- Vinyl World. Die Welt ist eine Scheibe. München 2021, ISBN 978-3-9617-13622.